# Senecio letouzeyanus
Senecio letouzeyanus là một loài thực vật có hoa trong họ Cúc. Loài này được Lisowski miêu tả khoa học đầu tiên năm 1990.